# Majjige Kempanahalli, Tumkur
Majjige Kempanahalli là một làng thuộc tehsil Tumkur, huyện Tumkur, bang Karnataka, Ấn Độ.